# Cochlospermum intermedium
Cochlospermum intermedium là một loài thực vật có hoa trong họ Bixaceae. Loài này được Mildbr. mô tả khoa học đầu tiên năm 1923.